# Мали Богдан
Мали Богдан е бивше село в Централна България, присъединено като квартал към село Каравелово.

## География
Мали Богдан е разположено в Карловското поле, в северните склонове на Средна гора.

## История
Името на селото до 1951 година е Геллере или Гиллери. При избухването на Балканската война в 1912 година един човек от Гиллере е доброволец в Македоно-одринското опълчение.
През 1951 година Гиллере е преименувано на Мали Богдан. На 26 февруари 1944 година е слято с Каравелово, но на 28 април 1944 година отново е отделено като самостоятелно селище. На 4 януари 1952 година е слято отново с Каравелово.

## Личности
Родени в Мали Богдан
- Георги Петков, македоно-одрински опълченец, Продоволствен транспорт на МОО[3]